# Erin Springs
Erin Springs – miasto w Stanach Zjednoczonych, w stanie Oklahoma, w hrabstwie Garvin.